# Torslanda-Björlanda församling
Torslanda-Björlanda församling är en församling i Göteborgs norra kontrakt i Göteborgs stift. Församlingen ligger i Göteborgs kommun i Västra Götalands län och utgör ett eget pastorat.

## Administrativ historik
Församlingen bildades 2010 då delar av Lundby församling, Biskopsgårdens församling och Björlanda församling sammanslogs med Torslanda församling och utgör därefter en församling som inte ingår i ett pastorat.

## Kyrkor
Torslanda-Björlanda församling har tre kyrkor: 
- Amhults kyrka, som är den senast byggda i Göteborg (2014).
- Björlanda kyrka
- Torslanda kyrka som är medeltida.

Församlingsexpeditionen ligger på Torslanda Torg 10. Församlingen bedriver en samtalsmottagning tillsammans med Öckerö församling.